# San Andrés (Beni)
San Andrés es una localidad y municipio de Bolivia, ubicado en la provincia de Marbán del departamento del Beni.

## Historia
El pueblo fue fundado en 1922 por los señores Donato Angulo, Octavio Bicudo y Teresa Soliz. Mediante ley de 19 de mayo de 1937, durante el gobierno de David Toro, San Andrés fue elevado al rango de cantón.
El 27 de noviembre de 1941 mediante Decreto Supremo fue elevado a capital de la segunda sección municipal de la provincia Marbán, comprendiendo los cantones San Lorenzo y Perotó.

## Ubicación
El municipio de San Andrés es uno de los dos municipios de la provincia Marbán y se encuentra en la parte oriental de la provincia. Limita al oeste con el municipio de Loreto, por el sur y el este con el departamento de Santa Cruz, y por el norte con el municipio de Trinidad en la provincia de Cercado.
La localidad más grande en el municipio es Puente San Pablo en el Río San Pablo con 1.709 habitantes (2001). El segundo mayor centro urbano y administrativo del municipio es San Andrés con 307 habitantes (2001) en la esquina noroeste del municipio.

## Geografía
El municipio de San Andrés se encuentra en las tierras bajas de Bolivia, en los llanos de Moxos. El tipo de vegetación dominante en la región de San Andrés es el tropical de sabana .
La precipitación anual en la región es de 1900 mm, con una marcada estación seca durante los meses de junio a agosto y máximos de precipitación mensual de más de 250 mm de diciembre a febrero. La temperatura promedio mensual durante todo el año entre los 24 °C en junio / julio y 27-28 °C de septiembre a marzo.

## Demografía
De acuerdo con el censo boliviano de 2024, la población del municipio de San Andrés es de 15 635 habitantes.
La población del municipio casi se duplicó entre 1992 y 2024:
| Año  | Habitantes (municipio) | Habitantes (localidad) | Fuente |
| ---- | ---------------------- | ---------------------- | ------ |
| 1992 | 8.271                  | 182                    | Censo  |
| 2001 | 10.595                 | 307                    | Censo  |
| 2012 | 12.503                 | 227                    | Censo  |
| 2024 | 15.635                 |                        | Censo  |

La densidad de población del municipio en el censo de 2001 era de 1,1 habitantes / km ², la proporción de población urbana es de 0 %.
La esperanza de vida de los recién nacidos en 2001 fue en 64,1 años.
La tasa de alfabetización entre los mayores de 19 años de edad es de 85,3 %, mientras que 88,9 % y 80,3 % en los hombres y en las mujeres (2001).

## Transporte
San Andrés se ubica a 37 kilómetros por carretera al sureste de Trinidad, la capital departamental.
Desde San Andrés, un camino vecinal sin pavimentar conduce seis kilómetros hacia el oeste hasta el vecino pueblo de San Lorenzo, de allí en dirección noroeste por Sachojere hasta la ciudad de Trinidad.
San Andrés está conectado con el resto del país a través de Trinidad: desde aquí, la carretera nacional Ruta 3 se dirige hacia el oeste por el altiplano boliviano hasta La Paz; la Ruta 9, que corre de norte a sur, conectando Trinidad con Guayaramerín en el noreste del país y, a través de la metrópoli de Santa Cruz de la Sierra, con Yacuiba en la frontera con Argentina.